# هورپرات
هورپرات (به آلمانی: Horperath) یک شهر در آلمان است که در فولکانایفل واقع شده‌است. هورپرات ۱۲۴ نفر جمعیت دارد.